# Gebr. Brasseler
Gebr. Brasseler GmbH & Co. KG ist ein deutsches Unternehmen der Medizintechnik-Branche mit Hauptsitz in Lemgo in Nordrhein-Westfalen, das hauptsächlich Instrumente für Zahnmedizin und Zahntechnik produziert, darüber hinaus auch für die orthopädische Chirurgie, Neurochirurgie und die dentale Implantologie.

## Unternehmen
Das Unternehmen Gebr. Brasseler mit seiner Marke Komet wurde im Jahr 1923 in Düsseldorf von Peter Brasseler und seinen Brüdern gegründet. Nach der Zerstörung des Firmengeländes durch Kriegseinwirkungen folgte im Jahr 1943 der Umzug nach Lemgo/Brake und 1958 der Umzug zum heutigen Produktionsstandort in Lemgo. Seitdem fertigt Gebr. Brasseler seine Produkte ausschließlich in Lemgo. Am dortigen Stammsitz sind 1.200 Mitarbeiterinnen und Mitarbeiter tätig. Die Produkte werden unter dem Markennamen Komet vertrieben.

## Geschäftsbereiche
Unter der Marke Komet vertreibt Gebr. Brasseler seit 1923 rotierende Instrumente und Systeme für Zahnärzte, Zahntechniker, Mund-, Gesichts- und Kieferchirurgen und Kieferorthopäden. Seit 1988 werden für das Segment Komet Medical motorgetriebene Präzisionswerkzeuge für den Einsatz in chirurgischen Antriebssystemen entwickelt und gefertigt. 2013 entstand der Industriebereich Custom Made. Dieser Geschäftsbereich bietet Lösungen für Unternehmen der Dentalbranche, die Produkte unter ihrem eigenen Namen vertreiben. Seit 2001 gibt es den Geschäftsbereich Komet Jewellery.

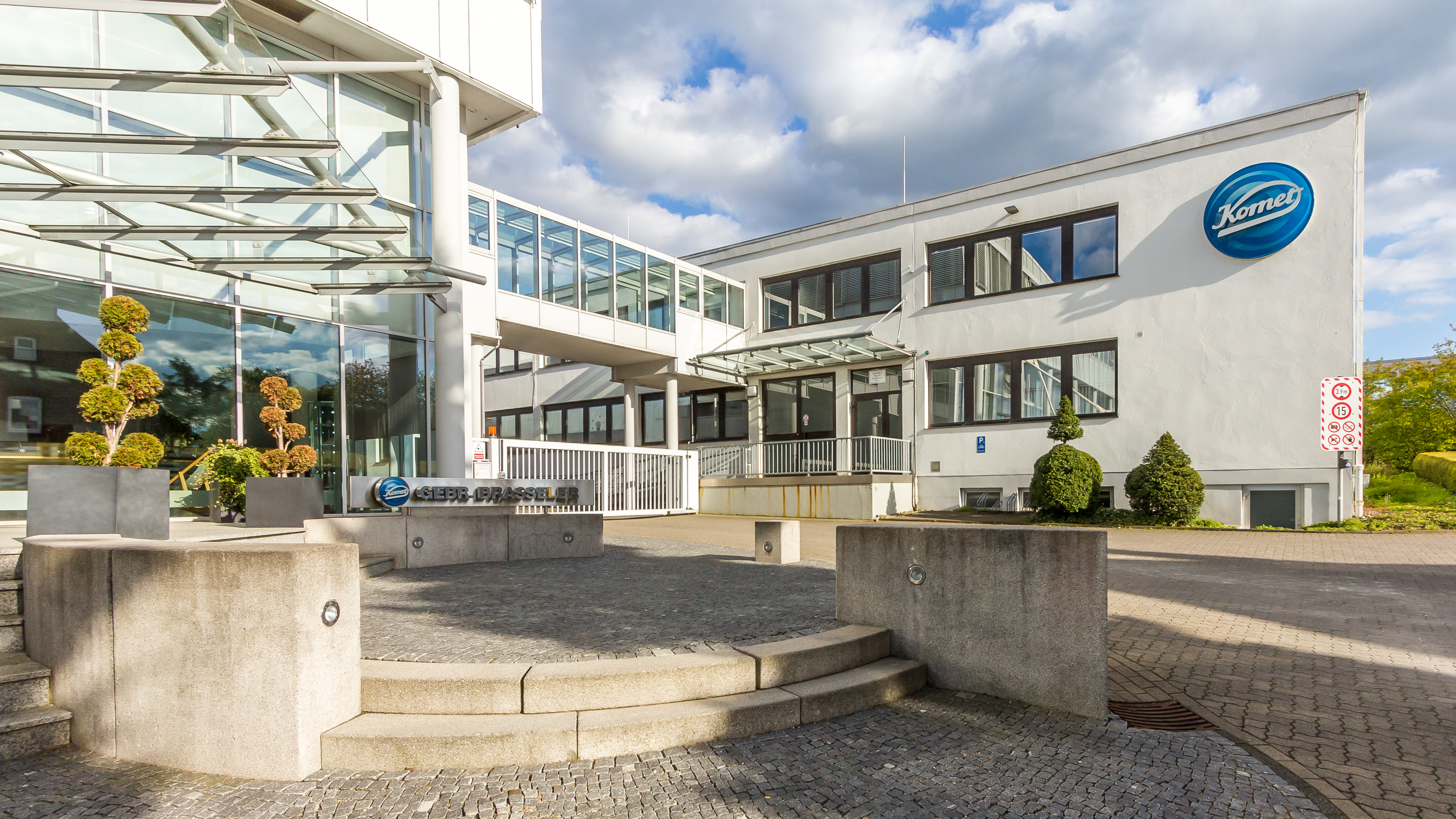
Firmengebäude in Lemgo